# Yōjo Senki: Saga of Tanya the Evil
Autre
Yōjo Senki: Saga of Tanya the Evil (litt. « Saga de Tanya la malfaisante »), connue au Japon sous le nom de Yōjo Senki (幼女戦記, litt. « Les Histoires militaires d'une petite fille »), est une série de light novel japonais écrite par Carlo Zen et illustrée par Shinobu Shinotsuki. Elle est publiée chez Enterbrain (devenue une collection de Kadokawa) depuis octobre 2013 et quatorze volumes sont disponibles depuis septembre 2023.
La série est adaptée en manga par Chika Tōjō, dont la prépublication a commencé dans le magazine Monthly Comp Ace de Kadokawa Shoten du 26 avril 2016 ; Delcourt/Tonkam édite la version française depuis novembre 2017,. Une adaptation en série télévisée d'animation par le studio NuT est également diffusée entre le 6 janvier et le 31 mars 2017,. Un film d'animation faisant office de suite à la série télévisée est sorti le 8 février 2019 au Japon,. Une saison 2 est annoncé le 19 juin 2021.

## Intrigue
Pour avoir insulté Dieu, un salaryman japonais arrogant, au moment de sa mort subite le 22 février 2013, est condamné à renaître dans un autre univers semblable à l'Europe des années 1910, dans un empire déchiré par d'innombrables guerres avec tous ses pays voisins.
Le salaryman renaît sous les traits d'une fillette orpheline, Tanya Degurechaff, qui devient à 9 ans sous-lieutenante de l'Armée Impériale. Selon Dieu, que Tanya appelle « l'Être X », si elle est incapable de mourir d'une mort naturelle ou refuse d'avoir foi en Lui, son âme quittera le cercle et sera envoyée en Enfer pour les innombrables péchés que Tanya a commis dans sa précédente vie.
À la recherche d'une échappatoire, Tanya décide d'entrer dans la Division des Mages de l'Empire et de se battre pendant la Première Guerre Mondiale de ce monde, espérant atteindre un rang suffisamment élevé pour rester loin du champ de bataille et ainsi éviter le risque d'être tué. Même si elle a l'apparence d'une petite fille, Tanya se transforme bientôt en un soldat impitoyable qui donne la priorité à l'efficacité et sa propre carrière sur toute autre chose, même la vie de ceux qui sont inférieurs à elle.

## Personnages

### L'Empire
Tanya von Degurechaff (ターニャ・フォン・デグレチャフ, Tānya fon Degurechafu)
Voix japonaise : Hiromi Igarashi (drama CD, Tanya), Aoi Yūki (anime, Tanya), Kōsuke Toriumi (anime, précédente vie) ,,, voix française : Claire Tefnin (Tanya) , Fabian Finkels (précédente vie)
Le personnage principal. Tanya est une jeune fille blonde aux yeux bleus qui est la réincarnation d'un salaryman japonais athée et social-darwiniste. Elle est un mage aux pouvoirs magiques qui lui permettent de voler et de tirer des balles explosives. Comparée aux autres, Tanya a une capacité latente élevée de magie qui lui permet d'être la seule capable d'employer le joyau de Type-95 dû à l'intervention de l'Être X. Elle contrôle un bataillon de mages d'élite dont le but principal est d'écraser les forces ennemies tout en restant très mobile et relativement peu nombreux. Tanya est impitoyable, dérangée, cruelle, agressive et parfois pleine de folie. Même si elle a un sale caractère, elle s'assure qu'elle ne brise aucune des règles ou des lois militaires, tout comme elle l'était dans sa vie antérieure, et emploie plusieurs méthodes extrêmes de punitions et d'entraînement. Depuis qu'elle est diplômée de l'École de guerre comme l'un des douze chevaliers, elle a obtenu le titre de von. Actuellement, son grade est celui de Commandant.
Viktoriya Ivanovna Serebryakov (Visha) (ヴィクトーリヤ・イヴァーノヴナ・セレブリャコーフ (ヴィーシャ), Vīkutōriya Ivānovuna Sereburyakōfu (Vīsha))
Voix japonaise : Hisako Kanemoto (drama CD), Saori Hayami (anime),, voix française : Élisabeth Guinand
Viktoriya est une sous-lieutenante dans l'armée de l'Empire et sert sous les ordres de Tanya Degurechaff. Elle devient plus tard son adjointe. À la différence des autres personnages de l'Empire, Viktoriya a un nom typiquement russe, au lieu d'un allemand. En réalité, Viktoriya est une réfugiée de la Révolution de l'Union Rus et sa famille était à l'origine membre de l'aristocratie Rus. Elle s'est donc abrité dans l'Empire afin d'éviter le goulag. Ayant été au service de Tanya pendant la bataille du Rhin, Viktoriya est plus familière avec la vraie personnalité de Tanya, dont elle est effrayée, mais la respecte également. En raison de leur relation, Viktoriya est capable de la suivre plus précisément par rapport à d'autres soldats.
Erich von Rerugen (エーリッヒ・フォン・レルゲン, Ērihhi fon Rerugen)
Voix japonaise : Hiroki Gotō (ja) (drama CD), Shin'ichirō Miki (anime),, voix française : Alexandre Crépet
Erich est lieutenant-colonel et un officier stratégique de l'Armée impériale. Il connait Tanya depuis qu'elle a rejoint l'armée et a vu sa vraie nature pendant son temps de formation et la considère comme un monstre sous la forme d'une petite fille. Mais malgré lui, ses supérieurs comme le commandant Hans von Zettour pensent qu'il est ami avec Tanya, elle-même convaincu de cela. Il est très raisonnable, passionné et sincère dans chaque aspect de son pays. Il a été contre la promotion de Tanya von Degurechaff et de ses accomplissements absolus.
Kurt von Rudersdorf (クルト・フォン・ルーデルドルフ, Kuruto fon Rūderudorufu)
Voix japonaise : Tesshō Genda (anime),, voix française : Jean-Michel Vovk
Kurt est un général de brigade et un commandant stratégique au Bureau de l'État-Major impérial. Il est un penseur critique et considère toujours les possibilités dans son environnement. Il agit calmement et avec de la discipline dans l'assemblée générale et des réunions officielles. Le nom du personnage fait référence à Erich Ludendorff, général en chef de l’armée allemande durant la première guerre mondiale.
Hans von Zettour (ハンス・フォン・ゼートゥーア, Hansu fon Zētūa)
Voix japonaise : Unshō Ishizuka (drama CD), Hōchū Ōtsuka (anime),, voix française : Franck Daquin
Hans est un général de brigade et un commandant stratégique au Bureau de l'État-Major impérial. Doté d'une personnalité sérieuse, il est un planificateur de stratégie avancé, il est aussi très intelligent. Il est loyal envers son pays, il garde toujours les meilleurs soldats, il parie et décide de la meilleure solution pour le succès de l'Empire qu'elle soit horrible ou non. Le nom du personnage fait référence à Hans von Seeckt, général de l’armée allemande durant la première guerre mondiale.
Adelheid von Schugel (アーデルハイト・フォン・シューゲル, Āderuhaito fon Shūgeru)
Voix japonaise : Hirofumi Nojima (drama CD), Nobuo Tobita (ja) (anime), voix française : Sébastien Hébrant
C'est un savant fou, énigmatique et ingénieux. Il est fier de ses œuvres et a toujours confiance dans leur fiabilité, mettant souvent en danger leur testeurs qui sont souvent en danger en raison de prototypes défectueux. Celui-ci voue une foi en Dieu, ou "Etre X", immense, ce qui a permis de créer l'Elinium Type-95 que porte Tanya grâce à une bénédiction, ou selon Tanya, une malédiction car l'utilisation de cette arme surpuissante peut être faite seulement lorsque Tanya prit l'Etre X. Von Schugel inventa ensuite les fusées V-1, qui aida l'Empire a vaincre la République Françoise.
Ihlen Schwarzkopf (イーレン・シュワルコフ, Īren Shuwarukofu)
Voix japonaise : Ryōta Takeuchi (ja) (drama CD), Shinobu Matsumoto (ja) (anime), voix française : Olivier Cuvellier
Il est le commandant du 205e compagnie de sorciers.
Maximilian Johann von Ugar (マクシミリアン・ヨハン・フォン・ウーガ, Makushimirian Yohan fon Ūga)
Voix japonaise : Susumu Akagi (ja) (anime), voix française : Alain Eloy
Il était l'un des camarades de Tanya dans l'École de guerre. Promu premier des douze chevaliers de leur école devant Tanya elle-même, il a eu une fille qui lui fait penser à Tanya. Cette dernière va essayé de le faire quitter l'armée  et de se réfugier à l'arrière du à son moral "affaibli" à cause de sa fille. Il est devenu major à une vitesse inouïe et sera bientôt lieutenant colonel.
Matheus Johan Weiss (マテウス・ヨハン・ヴァイス, Mateusu Yohan Vaisu)
Voix japonaise : Daiki Hamano (ja) (anime), voix française : Antoni LoPresti
Il est le vice-capitaine de la 203e escadre des mages aériens et le capitaine du 2e compagnie de sorciers auquel il appartient.
Wilibald Koenig (ヴィリバルト・ケーニッヒ, Viribaruto Kēnihhi)
Voix japonaise : Kasama Jun (ja) (anime), voix française : Olivier Premel
Il est le capitaine du 3e compagnie de sorciers, appartenant à la 203e escadre des Mages Aériens.
Rhiner Neumann (ライナー・ノイマン, Rainā Noiman)
Voix japonaise : Hayashi Daichi (ja) (anime), voix française : Arnaud Crèvecœur
Il est le capitaine du 4e compagnie de sorciers, appartenant à la 203e escadre des Mages Aériens.

Vooren Grantz (ヴォーレン・グランツ, Vu~ōren gurantsu)
Son personnage diffère largement selon le manga, le light-novel et l'anime :
Elena Müller (エレナ・ミュラー, Erena myurā)
Bien qu'étant un peu importante, ce personnage n'est pas dans l'anime mais est dans le manga.
Connu sous le surnom de Elya, elle est une amie, camarade de classe et camarade de dortoir de Viktoriya Ivanovna Serebryakov à l'école des cadets. Elle a été affectée au poste d'observatrice d'artillerie dans l'armée centrale comme première affectation après avoir obtenu son diplôme du Corps des cadets. Elle est décrite comme une fille très vive et un gentil ami qui soutient beaucoup Visha. Elle a aussi la particularité d'être une bonne espionne.

### Alliance commercial de Regadonia
Anson Sioux (アンソン・スー, Anson Sū)
Voix japonaise : Ken'yū Horiuchi (anime), voix française : Patrick Waleffe
Il est le capitaine du 5e compagnie de sorciers. Il a une fille dénommée Mary Sioux. Il rencontre Tanya une première fois lors de l'opération où Tanya a obtenu les ailes d'argent. Il devint par la suite colonel après la mort d'un de ses supérieurs et fut transféré dans la ville d'Os. Lors de la bataille d'Osfjord, il combattit une nouvelle fois Tanya et le 203e bataillon. Plusieurs fins s'offrent ensuite à lui selon l'anime ou  la manga/light novel :
- Dans l'anime, il a été transpercé et jeté à la mer par Tanya, après que cette dernière lui a volé sa mitraillette que sa fille lui avait offert avant de fuir avec sa mère aux Etats-Unis. Il survécut et a ensuite reçu à peu près le même pouvoir que Tanya par l'Etre X. Il a finalement été vaincu en se faisant exploser par Tanya après la victoire face à la République françoise.
- Dans le manga/light novel, son bataillon combattit durement contre le 203e bataillon et finit par battre en retraite à cause des renforts ennemis et après de lourdes pertes de leur côté. Après s'être échappé d'Osfjord, il fit ses adieux à sa famille, qui s'enfuira chez les parents de sa femme aux États-Unis. Mais il resta sur place pour escorter le conseiller qui forma le nouveau gouvernement en exil. Il reçut le cadeau de Noël de sa fille, qui était un pistolet mitrailleur, un SMG de AS (Arnold & Smith Weapons). Il rencontre une nouvelle fois le 203e bataillon lorsque la flotte de Legadonia est attaquée par des sous-marins de l'Empire en mer pendant la nuit. Il tente de les intercepter, mais échoue finalement et est tué par Tanya. Sa mitraillette est prise par Tanya en échange du fusil de cette dernière, qui est coincé dans son corps et est ensuite jeté à la mer. Il adressa une dernière prière à dieu de protéger sa fille, qui s'aura entendu.

### États-Alliés
Mary Sioux (メアリー・スー, Mearī Sū)
Voix japonaise : Haruka Tomatsu (anime), voix française : Ludivine Deworst
Fille du capitaine du 5e compagnie de sorciers de Legedonia, Anson Sioux, elle est a dû s'enfuir avec sa mère pour éviter les conflits opposant son pays d'origine et l'Empire. À la suite du décès de son père, elle s'engage dans l'armée des États-Unifiés.

### La République Françoise
Séverin Bientôt (セヴラン・ビアント, Sevuran Bianto)
Voix japonaise : Koyanagi Ryōkan (ja) (anime), voix française : Laurent Vernin
Il est le lieutenant-colonel de la 2e compagnie de sorciers de l'armée de la République.
Pierre-Michelaud de Legaut (ピエール・ミシェル=ド・ルーゴ, Piēru Misheru do Rūgo)
Voix japonaise : Takaya Hashi (ja) (anime), voix française : Robert Dubois
Ce personnage est basé sur Charles de Gaulle, le chef de France libre et 1er Président de la Ve République. Ici, il est le chef des troupes françoises. Après avoir réussi à s'échapper avec la marine par le port de Brest, il arrive avec des soldats au port militaire de Tulus (basé sur Tunis, capitale de la Tunisie) et se proclame représentant de la République françoise libre. Cette opération, comme dit dans le manga, fait référence à la bataille de Dunkerque lors de la Seconde Guerre Mondiale.

### Royaume-Allié
Sir Isaac Dustin Drake (サー・アイザック・ダスティン・ドレイク, Sā Aizakku Dasutin doreiku)
Voix japonaise : Binbin Takaoka (ja),, voix française : Alain Eloy
William Douglas Drake (ウィリアム・ダグラス・ドレイク, Wiriamu Dagurasu Doreiku)
Voix japonaise : Toshiyuki Morikawa,, voix française : Nicolas Matthys
Edgar (エドガー, Edogā)
Voix japonaise : Jun Fukushima (ja),
BB (ビビ, Bibi)
Voix japonaise : Mutsumi Tamura,

### Fédération de Russy
Josef Djougachvili (ヨセフ・ジュガシヴィリ, Yosefu Jugashiviri)
Voix japonaise : Takashi Inagaki (ja),, voix française : Philippe Résimont
Ce personnage est basé sur Joseph Staline ; il est le secrétaire général présidant le conseil des commissaires du peuple, étant ainsi le chef suprême de la fédération de Russy. Une personne au cœur froid et égocentrique, pensant seulement que les personnes autour de lui ne sont que des ennemis ou des outils.
Loria (ロリヤ, Roriya)
Voix japonaise : Chō (ja),, voix française : Michel Hinderyckx
Ce personnage est basé sur Lavrenti Beria ; il est un homme intelligent et compétent et fidèle à ses fonctions étant impitoyable en tant que chef du NKVD, devant le plaçant numéro 2 de la fédération de Russy, juste derrière Joseph Djougachvili dont il est le subalterne de confiance. C'est aussi un pédophile dont l'une de ses principales obsessions est de capturer Tanya pour assouvir ses désirs.

## Situation géopolitique
Empire / Reich (帝国／ライヒ, Teikoku/Raihi)
Le statut historique de ce pays est semblable à celui d'un pays issu de l'unification de l'Empire allemand et de l'Autriche-Hongrie.
Pendant la formation de l'Empire, les territoires des pays limitrophes se sont fait annexer, et, de ce fait, intensifia l'hostilité auprès de ses voisins. En raison de la contrainte géopolitique de son territoire, sa défense nationale était très fragile. Pour résoudre ce problème, elle a forcé ses propres forces armées à devancer celles des autres nations, en utilisant efficacement toutes les ressources disponibles. Résultat, l'Empire s'est conçu une stratégie de mobilisation interne dans l'armée et a réussi à compromettre un réseau de coalition en répandant un réseau d'endiguement autour du Royaume d'Ildoa et de l'Union Rus par des moyens diplomatiques.
Coalition de l'Entente de Regadonia (レガドニア協商連合, Legadonia Kyōshō Rengō)
Ce pays est basé sur l'Union entre la Suède et la Norvège.
Le ralentissement de son économie, l'aggravation de l'inégalité de la richesse et le taux de chômage au sein de la nation ont provoqué le changement de régime politique et l'installation de nouveaux dirigeants. Et avec la montée du nationalisme, les politiques nationales ont dû également subir d'énormes changements. Ces facteurs les ont finalement mené directement à cette guerre. Depuis le début du conflit, le pays est le principal allié de la République, gardant les troupes de l'Empire occupées sur le front du Nord.
République Françoise (フランソワ共和国, Furansowa Kyōwakoku)
Le statut historique de ce pays est semblable à celui de la IIIe République française lors de la Première Guerre mondiale.
Sachant qu'elle échouerait en engageant seule un conflit direct contre l'Empire, la République s'est focalisée sur sa propre stratégie militaire définie sur le lancement d'attaque surprise après que la Force principale impériale s'est mobilisée et a attaqué Legedonia. Son but est de percer la Force impériale occidentale pour occuper la Zone industrielle occidentale de l'Empire, et ainsi anéantir leur capacité de continuer à se battre. Après le déploiement de la Force principale impériale contre la Fédération, la République n'avait pas d'autre choix que d'exécuter sa stratégie militaire afin de sauvegarder son efficacité. Malheureusement, l'armée ne parvint pas à pénétrer les forces occidentales par une guerre de mouvement, ce qui progressivement les menèrent à une guerre de tranchées.
Royaume-Allié (連合王国, Rengō Ōkoku)
Le statut historique de ce pays est semblable à celui de l'Empire britannique pendant la Première Guerre mondiale.
Afin de s'opposer à la naissance d'une nation hégémonique sur le continent, il a formé le front uni contre l'Empire avec d'autres grandes puissances, encerclant l'Empire pour parvenir à un équilibre des puissances. Au cours de la première phase de la guerre, le royaume n'a pas encore joué de rôle direct dans le conflit continental, se limitant seulement à fournir des armes et du ravitaillement à la République et à ses alliés.
Grand-Duché de Dakia (ダキア大公国, Dakia Daikōkoku)
Le statut historique de ce pays est similaire au royaume de Roumanie pendant la Première Guerre mondiale.
Dans l'intérêt de la Stratégie de mobilisation extérieure, elle a déclaré la guerre à l'Empire et a ouvert le troisième front, espérant qu'ils pourraient forcer l'Empire à tenir des pourparlers de paix. Toutefois, cela s'est avéré être une grossière erreur, puisque le Grand-Duché n'avait pas encore développé d'académie de mages appropriée, ni de stratégie de défense anti-aérienne efficace, seulement l'utilisation de tactiques d'infanterie typiques du siècle précédent. Inutiles face aux tactiques militaires modernes, cela a finalement abouti par la suite à la destruction de leur quartier général et de la troisième division de son armée, composée de 600 000 hommes, dès le premier jour de combat.
Royaume d'Ildoa (イルドア王国, Irutoa Ōkoku)
Le statut historique de ce pays est semblable au royaume d'Italie pendant la Première Guerre mondiale.
Malgré les exhortations de la République pour rejoindre les Alliés, le Royaume forma une alliance avec l'Empire, en maintenant sa neutralité au début de cette guerre et en concentrant son attention sur l'expansion de son influence coloniale en Afrique et en mer Égée.
Fédération de Russy (ルーシー連邦, Rūshī Renpō)
Le statut historique de ce pays est semblable à celui de l'URSS et a pour capitale Moscou (モスコー, Mosukō).
Son ancien gouvernement impérial était le principal allié de la République contre l'Empire, mais la nation changea de camp après une révolution qui entraîna la naissance du nouveau gouvernement communiste, obligeant la République de François à s'appuyer principalement sur Legedonia. Le nouveau gouvernement a signé un pacte de non-agression et d'autres traités avec l'Empire, tout en maintenant sa neutralité mais lancera une offensive générale surprise contre lui en UC 1926.
Ligue des trois Cantons de la Forêt (森林三州誓約同盟, Shinrin San-Shū Chikai Rengō)
Le statut historique de ce pays est semblable à celui de la Suisse.
C'est un pays qui a gardé sa neutralité dans cette guerre.
États-Alliés (合州国, Gasshūkoku)
Le statut historique de ce pays est semblable à celui des États-Unis pendant la Première Guerre mondiale.
Il est le créancier de la plupart des belligérants dans cette guerre. Sa politique tendait à maintenir sa neutralité dans l'intérêt commercial. Sa politique était axée sur le maintien de sa neutralité au profit d'intérêts commerciaux. Les États-Unifiés ont accepté un grand nombre de réfugiés de Legedonia avant la capitulation du pays.
Empire Akitsushima (秋津島皇国, Akitsushima Kōkoku)
Le statut historique de ce pays est semblable à celui de l'empire du Japon des années 1900.
Il a eu un différend officiel avec l'Union Rus sur l'établissement de la frontière nationale.
Communauté d'Ispania (イスパニア共同体, Isupania Kyōdōtai)
Le statut d'histoire de ce pays est semblable à celui d'un pays issu de l'unification de l'Espagne et du Portugal des années 1930.
Il a gardé sa neutralité dans ce conflit mondial en raison d'une intense lutte politique en cours à l'intérieur du pays.
Duchés des Turkmen (トルクメーン諸公国, Torukumēn-sho Kōkoku)
Le statut historique de ce pays est semblable à celui de l'Empire ottoman.
Ils ont eu un différend avec le Royaume d'Ildoa au sujet du tracé de la frontière de leurs colonies en Afrique du Nord.

## Production et supports

### Light novel
Les light novel sont écrits par Carlo Zen et illustrés par Shinobu Shinotsuki. La série a d'abord été publiée sur le site web d'hébergement de websérie Arcadia, avant que la maison d'édition Enterbrain (devenue une collection de Kadokawa) n'en acquiert les droits avec le premier volume publié en octobre 2013. À ce jour, quatorze volumes ont été publiés.

#### Liste des romans
| no                                              | Japonais                            | Japonais          | Japonais          |
| no                                              | Titre                               | Date de sortie    | ISBN              |
| ----------------------------------------------- | ----------------------------------- | ----------------- | ----------------- |
| 1                                               | Deus lo vult                        | 31 octobre 2013   | 978-4-0472-9173-7 |
| 2                                               | Plus Ultra                          | 31 mai 2014       | 978-4-0472-9569-8 |
| 3                                               | The Finest Hour                     | 29 novembre 2014  | 978-4-0473-0037-8 |
| EXTRA : Un drama CD est compris avec ce volume. |                                     |                   |                   |
| 4                                               | Dabit deus his quoque finem         | 29 juin 2015      | 978-4-0473-0474-1 |
| 5                                               | Abyssus abyssum invocat             | 30 janvier 2016   | 978-4-0473-0902-9 |
| 6                                               | Nil admirari                        | 30 juillet 2016   | 978-4-0473-4210-1 |
| 7                                               | Ut sementem feceris, ita metes      | 28 décembre 2016  | 978-4-0473-4407-5 |
| 8                                               | in omnia paratus                    | 30 juin 2017      | 978-4-0473-4655-0 |
| 9                                               | Omncs una manet nox                 | 12 janvier 2018   | 978-4-0473-4877-6 |
| 10                                              | Viribus Unitis                      | 29 septembre 2018 | 978-4-0473-5326-8 |
| 11                                              | Alea iacta est                      | 20 février 2019   | 978-4-0473-5496-8 |
| 12                                              | Mundus vult decipi, ergo decipiatur | 20 février 2020   | 978-4-0473-5734-1 |
| 13                                              | Dum spiro,spero ―上―                | 30 août 2023      | 978-4-04-736819-4 |
| 14                                              | Dum spiro,spero ―下―                | 29 septembre 2023 | 978-4-04-737595-6 |

### Manga
Dessinée par Chika Tōjō, une adaptation en manga des romans est lancée dans le numéro de juin 2016 du magazine de prépublication de seinen manga Monthly Comp Ace, paru le 26 avril 2016. Dans cette œuvre, les personnages sont souvent représentés sous forme d'« animaux anthropomorphes » lors des scènes de commentaires (les personnages de l'Empire sont des loups, ceux de la Coalition sont des ânes, tandis que les soldats de la République sont des cochons et ceux du Royaume-Uni sont des lions). La première partie s'est conclue dans le numéro d'octobre 2020 du magazine, sorti en août 2020. La deuxième partie est annoncée pour le numéro de novembre 2020, prévu pour septembre 2020. Les chapitres sont rassemblés et édités dans le format tankōbon par Kadokawa avec le premier volume publié le 10 décembre 2016 ; la série compte à ce jour trente-deux volumes tankōbon.
En septembre 2017, Delcourt a annoncé l'acquisition de la licence du manga pour la version française sous le titre Tanya the Evil,, et dont le premier tome est sorti le 2 novembre 2017 dans sa collection Delcourt/Tonkam. En Amérique du Nord, Yen Press détient les droits d'éditions de la série.
Un spin-off dessiné par Kyōichi et centré sur le thème de la nourriture avec Tanya, Visha, Rerugen et Zettour a été annoncé sur Twitter en octobre 2017. Intitulé Yōjo Senki Shokudō (幼女戦記食堂), le magazine Comp Ace a prépublié les chapitres de ce manga entre le 26 novembre 2017, et le 26 décembre 2018. Kadokawa a édité un premier volume tankōbon en avril 2018 ; un second volume a été publié à ce jour.

#### Liste des volumes

##### Tanya the Evil
| no                                                                                       | Japonais                          | Japonais                                                                 | Français         | Français          |
| no                                                                                       | Date de sortie                    | ISBN                                                                     | Date de sortie   | ISBN              |
| ---------------------------------------------------------------------------------------- | --------------------------------- | ------------------------------------------------------------------------ | ---------------- | ----------------- |
| 1                                                                                        | 10 décembre 2016                  | 978-4-0410-5125-2                                                        | 2 novembre 2017  | 978-2-413-00271-0 |
| 2                                                                                        | 26 décembre 2016                  | 978-4-0410-5126-9                                                        | 14 mars 2018     | 978-2-413-00272-7 |
| 3                                                                                        | 26 janvier 2017                   | 978-4-0410-5127-6                                                        | 2 mai 2018       | 978-2-413-00409-7 |
| 4                                                                                        | 10 avril 2017                     | 978-4-0410-5533-5                                                        | 22 août 2018     | 978-2-413-01077-7 |
| 5                                                                                        | 10 mai 2017                       | 978-4-0410-5534-2                                                        | 7 novembre 2018  | 978-2-413-01321-1 |
| 6                                                                                        | 9 juin 2017                       | 978-4-0410-5766-7                                                        | 30 janvier 2019  | 978-2-413-01524-6 |
| 7                                                                                        | 10 novembre 2017 25 novembre 2017 | 978-4-0410-5768-1 (édition limitée) 978-4-0410-5767-4 (édition standard) | 8 mai 2019       | 978-2-413-02029-5 |
| EXTRA : Au Japon, l'édition limitée de ce volume comprend un drama CD.                   |                                   |                                                                          |                  |                   |
| 8                                                                                        | 26 février 2018                   | 978-4-0410-6544-0                                                        | 21 août 2019     | 978-2-413-02234-3 |
| 9                                                                                        | 26 avril 2018                     | 978-4-0410-6943-1                                                        | 20 novembre 2019 | 978-2-413-02427-9 |
| 10                                                                                       | 25 septembre 2018,                | 978-4-0410-6944-8 (édition standard) 978-4-0410-6941-7 (édition limitée) | 19 février 2020  | 978-2-413-02653-2 |
| EXTRA : L'édition limitée de ce volume est comprise au Japon avec une figurine de Tanya. |                                   |                                                                          |                  |                   |
| 11                                                                                       | 24 novembre 2018                  | 978-4-0410-6945-5                                                        | 8 juillet 2020   | 978-2-413-03023-2 |
| 12                                                                                       | 25 janvier 2019                   | 978-4-0410-6946-2                                                        | 7 octobre 2020   | 978-2-413-03024-9 |
| 13                                                                                       | 25 avril 2019                     | 978-4-0410-8117-4                                                        | 20 janvier 2021  | 978-2-413-03025-6 |
| 14                                                                                       | 24 mai 2019                       | 978-4-0410-8118-1                                                        | 21 avril 2021    | 978-2-413-03026-3 |
| 15                                                                                       | 25 juillet 2019                   | 978-4-0410-8119-8                                                        | 30 juin 2021     | 978-2-413-03027-0 |
| 16                                                                                       | 25 octobre 2019                   | 978-4-0410-8120-4                                                        | 2 février 2022   | 978-2-413-03037-9 |
| 17                                                                                       | 25 octobre 2019                   | 978-4-0410-9035-0                                                        | 20 avril 2022    | 978-2-413-04534-2 |
| 18                                                                                       | 25 octobre 2019                   | 978-4-0410-9330-6                                                        | 31 août 2022     | 978-2-413-04697-4 |
| 19                                                                                       | 21 juillet 2020                   | 978-4-0410-9331-3                                                        | 12 avril 2023    | 978-2-413-04698-1 |
| 20                                                                                       | 26 décembre 2020                  | 978-4-0410-9331-3                                                        | 23 août 2023     | 978-2-413-04699-8 |
| 21                                                                                       | 26 mai 2021                       | 978-4-0411-1352-3                                                        | 4 décembre 2024  | 978-2-413-04700-1 |
| 22                                                                                       | 25 juin 2021                      | 978-4-0411-1449-0                                                        | 20 août 2025     | 978-2-413-04701-8 |
| 23                                                                                       | 26 octobre 2021                   | 978-4-0411-2103-0                                                        | —                | 978-2-413-07729-9 |
| 24                                                                                       | 26 mars 2022                      | 978-4-04-112377-5                                                        | —                | 978-2-413-07730-5 |
| 25                                                                                       | 26 juillet 2022                   | 978-4-04-112702-5                                                        | —                |                   |
| 26                                                                                       | 25 novembre 2022                  | 978-4-04-112703-2                                                        | —                |                   |
| 27                                                                                       | 25 mars 2023                      | 978-4-04-112704-9                                                        | —                |                   |
| 28                                                                                       | 25 août 2023                      | 978-4-04-113894-6                                                        | —                |                   |
| 29                                                                                       | 26 janvier 2024                   | 978-4-04-113895-3                                                        | —                |                   |
| 30                                                                                       | 25 juillet 2024                   | 978-4-04-113896-0                                                        | —                |                   |
| 31                                                                                       | 26 décembre 2024                  | 978-4-04-115840-1                                                        | —                |                   |
| 32                                                                                       | 25 juillet 2025                   | 978-4-04-116221-7                                                        | —                |                   |

##### Yōjo Senki Shokudō
| no | Japonais        | Japonais          |
| no | Date de sortie  | ISBN              |
| -- | --------------- | ----------------- |
| 1  | 26 avril 2018   | 978-4-0410-6947-9 |
| 2  | 25 janvier 2019 | 978-4-0410-8007-8 |

### Anime

#### Série télévisée
Une adaptation en une série télévisée d'animation a été annoncée par une bande enveloppante sur le cinquième volume du light novel lors de sa sortie en janvier 2016,. Yutaka Uemura réalise la série comme le premier grand projet du nouveau studio d'animation NuT, dont Yuji Hosogoe adapte les chara-designs originaux de Shinobu Shinotsuki pour l'animation, et sert également de chef de l'animation avec la réalisatrice adjointe Kana Harufuji. Kenta Ihara supervise et écrit les scripts de la série, et Shūji Katayama compose la musique,. Cette adaptation est diffusée pour la première fois au Japon entre le 6 janvier et le 31 mars 2017,. Crunchyroll diffuse la série en simulcast dans le monde entier, excepté en Asie,. Depuis le 25 juillet 2018, une version française est également diffusée par la plateforme,, elle est réalisée par le studio de doublage SDI Media Belgium, sous la direction artistique de Dominique Wagner, par des dialogues adaptés de Daniel Danglard et Julio Soto.
La chanson du générique d'introduction est JINGO JUNGLE de MYTH & ROID et le générique de fin est Los! Los! Los! chanté par la doubleuse de Tanya Degurechaff, Aoi Yūki,,.
Le 19 juin 2021, une deuxième saison à l'animé a été annoncé.
Un projet d'animation crossover entre KonoSuba, Yōjo Senki, Overlord et Re:Zero a été annoncé en octobre 2018 via l'ouverture d'un site dédié. Intitulé Isekai Quartet (異世界かるてっと, Isekai Karutetto), il est diffusé au Japon depuis le 10 avril 2019 sur Tokyo MX, et un peu plus tard sur MBS, BS11, AT-X et TVA.

##### Liste des épisodes
| No | Titre français                  | Titre japonais     | Titre japonais            | Date de 1re diffusion |
| No | Titre français                  | Kanji              | Rōmaji                    | Date de 1re diffusion |
| --- | ------------------------------- | ------------------ | ------------------------- | --------------------- |
| 1 | Le Diable du Rhin               | ラインの悪魔       | Rain no Akuma             | 6 janvier 2017        |
| L'armée de l'Empire mène une bataille perdue sur le front du Rhin avant l'arrivée du 3e peloton de la 205e compagnie de sorciers dirigés par le sous-lieutenant Tanya Degurechaff qui fait exploser les ennemis en utilisant un sort. L'Empire était autrefois une force militaire de premier ordre mais il est maintenant entouré de plusieurs ennemis puissants. L'Empire a mis en œuvre le plan 315, en plaçant de petites bases militaires sur ses frontières pour retenir les ennemis tout en permettant à la force principale très mobile de soutenir chaque base à son tour. Cependant, la force principale est retardée et les renforts sont immobilisés. Sur le champ de bataille, lorsque deux caporaux, Harald et Kurst, désobéissent aux ordres de Tanya et se sont insubordonnés, elle les envoie à l'arrière en attente dans une casemate. Pendant ce temps, les observateurs de la 403e compagnie ont été attaqués par des sorciers ennemis. Tanya propose une action retardatrice mais affirme que le sauvetage peut être difficile. Quand ils rencontrent les sorciers ennemis dirigés par le lieutenant Augustin Hossman, Tanya ordonne aux membres de son peloton de rejoindre le lieutenant Schwarzkopf et s'engage contre les ennemis. Avec une lueur démoniaque dans ses yeux, elle les combat et leur demande ensuite de se rendre. Ceux-ci refusent, elle utilise alors un puissant sort en tirant une balle explosive géante, décimant le reste des sorciers ennemis. Plus tard, au ministère de la Défense à Parisee, la capitale de la République, des hauts gradés parlent de Tanya que leurs troupes appellent « le Diable du Rhin ». Tandis qu'au bureau de l'État-Major impérial, le lieutenant-colonel Rerugen s'inquiète que Tanya Degurechaff ait été envoyée au front du Rhin, en la désignant comme un monstre sous la forme d'une fille. Au même moment, le caporal Viktoriya Serebryakov apprend que Kurst et Harald sont morts après que l'ennemi ait bombardé la casemate, ce que Tanya avait déjà prévu. |                                 |                    |                           |                       |
| 2 | Prologue                        | プロローグ         | Purorōgu                  | 13 janvier 2017       |
| 3 | Dieu le veut                    | 神がそれを望まれる | Kami ga Sore o Nozomareru | 20 janvier 2017       |
| 4 | Vie estudiantine                | キャンパス・ライフ | Kyanpasu Raifu            | 27 janvier 2017       |
| 5 | Mon premier peloton             | はじまりの大隊     | Hajimari no daitai        | 3 février 2017        |
| 6 | Le Début de la folie            | 狂気の幕開け       | Kyōki no makuake          | 10 février 2017       |
| 6.5 | Rapport de combat               | 戦況報告           | Senkyō hōkoku             | 17 février 2017       |
| Il s'agit d'un récapitulatif des six épisodes précédents avec le point de vue de Tanya. |                                 |                    |                           |                       |
| 7 | Offensive dans les fjords       | フィヨルドの攻防   | Fiyorudo no kōbō          | 24 février 2017       |
| 8 | L'Épreuve du feu                | 火の試練           | Hi no shiren              | 3 mars 2017           |
| 9 | Préparatifs pour la progression | 前進準備           | Zenshin junbi             | 10 mars 2017          |
| 10 | Le Chemin de la victoire        | 勝利への道         | Shōri e no michi          | 17 mars 2017          |
| 11 | Résistance                      | 抵抗者             | Teikō-sha                 | 24 mars 2017          |
| 12 | Comment exploiter une victoire  | 勝利の使い方       | Shōri no tsukaikata       | 31 mars 2017          |

#### Film d'animation
Au 1er janvier 2018, il a été révélé qu'une grande annonce à propos de la série est prévue pour le 8 janvier 2018,. Le numéro de février du magazine Newtype de Kadokawa Shoten a rapporté le 3 janvier 2018 que la série de romans fait l'objet d'un projet de film d'animation. Le réalisateur Yutaka Uemura au studio d'animation NuT et les seiyū Aoi Yūki (Tanya) et Saori Hayami (Visha) font leur retour dans ce projet,.
Il a été officiellement annoncé le 8 janvier 2018 que ce long-métrage suivrait les événements de la série télévisée et dépeindrait le changement dans la relation entre Tanya et les hauts gradés, aussi bien que le développement de ses troupes. Yutaka Uemura a également précisé qu'à la base aucun projet n'était prévu après la fin de la série mais la production d'un film a été lancée grâce au soutien des fans. Il a ajouté que ce projet lui permettra de se concentrer particulièrement sur le travail sonore du film afin de l'optimiser pour une projection en salle. Par ailleurs, il a mentionné qu'il avait récemment regardé le film Dunkerque de Christopher Nolan et que cela pourrait avoir une certaine influence sur la production.
Le film est sorti le 8 février 2019 au Japon,. Le groupe MYTH&ROID a produit la chanson thème du long-métrage,. Des projections du film employant la technologie 4DX ont débuté le 5 avril 2019.
Crunchyroll a projeté le film en avant-première en France lors de la 20e édition de la Japan Expo le 5 juillet 2019 sous le titre Saga of Tanya The Evil: The Movie,. Crunchyroll diffuse aussi le film en streaming depuis septembre 2019 dans le monde entier, excepté en Asie et dans les territoires germanophones,. Une version doublée en français est également sortie.

### Jeu vidéo
Yōjo Senki: Madōshi kaku tatakaeri (幼女戦記 魔導師斯く戦えり) est un jeu mobile pour les appareils sous iOS et Android. Développé par Studio Harvest, il s'appuie sur la série d'animation tout en incorporant de nouveaux événements dans l'histoire ; il sera free-to-play tout en contenant des micropaiements.

## Accueil
Tanya a été nommée dans la catégorie « Méchant de l'année » lors des Anime Awards 2017 de Crunchyroll,.
Le film d'animation a rapporté 100 millions de yens (environ 796 455 €) dès les cinq premiers jours de sa sortie. Le cap des 200 millions de yens est franchi à partir de la troisième semaine de projection. En avril 2019, le film d'animation a cumulé au total 400 millions de yens (plus de 3,2 millions d'euros) au box-office japonais.
En février 2019, le tirage de la série de light novel s'élève à 4 millions d'exemplaires. La série de manga est la huitième série la plus vendue de Book Walker, l'une des plus grandes librairies numériques au Japon, pour le premier semestre de 2019.
Le tirage de la série a dépassé les 6,5 millions de copies depuis fin mai 2020.